# Horde 3d
Horde 3d é uma engine gráfica 3D. Foi desenvolvida por professores universitários utilizando a linguagem de programação c++. Promete uma grande compatibilidade com game engines e motores de física, além de gráficos de boa qualidade e performance. Suporta openGL e GLSL, permitindo uma grande variedade de efeitos, como: bloom, depth of field e motion blur.